# Dziewiatówka
Dziewiatówka (biał. Дзевятоўка) – dzielnica Grodna na Białorusi, do 2008 roku oddzielna wieś w obwodzie grodzieńskim, w rejonie grodzieńskim w sielsowiecie putryszkowskim. 24 kwietnia 2008 Dziewiatówka została włączone w granice Grodna.

## Historia
Dawniej chutor w województwie trockim Rzeczypospolitej Obojga Narodów. W czasach zaborów w granicach Imperium Rosyjskiego, w guberni grodzieńskiej. W latach 1921–1939 ówczesna wieś leżała w Polsce, w województwie białostockim, w powiecie grodzieńskim, w gminie Wiercieliszki.
Według Powszechnego Spisu Ludności z 1921 roku zamieszkiwały tu 154 osoby, 132 było wyznania rzymskokatolickiego, 22 prawosławnego. Jednocześnie 133 mieszkańców zadeklarowało polską przynależność narodową, 21 białoruską. Było tu 31 budynków mieszkalnych.
Miejscowość należała do parafii rzymskokatolickiej i prawosławnej w Grodnie. Podlegała pod Sąd Grodzki i Okręgowy w Grodnie; właściwy urząd pocztowy mieścił się w Wiercieliszkach.
W wyniku napaści ZSRR na Polskę we wrześniu 1939 miejscowość znalazła się pod okupacją sowiecką. 2 listopada została włączona do Białoruskiej SRR. 4 grudnia 1939 włączona do nowo utworzonego obwodu białostockiego. Od czerwca 1941 roku pod okupacją niemiecką. 22 lipca 1941 r. włączona w skład okręgu białostockiego III Rzeszy. W 1944 miejscowość została ponownie zajęta przez wojska sowieckie i włączona do obwodu grodzieńskiego Białoruskiej SRR.
Od 1991 wchodzi w skład Białorusi.
Obecnie stanowi dzielnicę Grodna położoną w północno-wschodniej części miasta, składa się z pięciu osiedli. W Dziewiatówce znajduje się parafia Najświętszego Odkupiciela.